# بولادی
بولادی (به لاتین: Boladı) یک منطقه مسکونی در جمهوری آذربایجان است که در شهرستان لنکران واقع شده‌است. بولادی ۷۹۴۰ نفر جمعیت دارد.

## جغرافیا
بولادی یکی از قدیمی‌ترین آبادی‌های تالش شمالی است که در ۲۰ کیلومتری شمال شهر لنکران و ۲۴۰ کیلومتری جنوب شهر باکو جای دارد. بولادی در کرانه رودخانه بولادی و جلگه پست لنکران جای دارد. آرتمی سوخانوف از جهانگردان و دیپلمات‌های روسیه در کتاب خود از رشت تا قزل‌آغاج و تا انتهای ولایت گیلان از این روستا در نزدیکی قزل‌آغاج یاد کرده است که آن زمان نقطه پایانی ولایت گیلان در شمال این خطه بوده است.

## ریشه واژه
بول یا بُل در زبان تالشی به‌معنی فراوان یا غنی و دی به‌معنی ده یا روستا است و معنای کامل بولادی روستای غنی یا دهکده فراوانی است. علت نامگذاری بزرگ بودن و پرجمعیت بودن این روستا از دوران قدیم و محصولات کشاورزی گوناگون و فراوان آن است.

## اقتصاد
بیش‌تر مردم این آبادی به کشت غلات و سبزیجات، چای‌کاری و دامداری مشغول هستند.